# North West Counties Football League
North West Counties Football League (NWCFL) er en fodboldliga i det nordvestlige England. Pr. 2011 dækker ligaen Cheshire, Greater Manchester, Lancashire, Merseyside, det sydlige Cumbria, det nordlige Staffordshire, High Peak-delen af Derbyshire og det allervestligste af West Yorkshire. Tidligere har ligaen også haft deltagelse af hold fra det nordlige Wales. Ligaen har to divisioner: Premier Division på niveau 9 i det engelske ligasystem og First Division på niveau 10. Ligaen er medlem af Joint Liaison Council, som administrerer den nordlige del af National League System i England.
NWCFL har to pokalturneringer – League Challenge Cup, som er åben for alle ligaens klubber, og First Division Trophy for klubberne i First Division. Ligaen arrangerer også en reserveholdsdivision med 16 hold, som også har sin egen ligapokalturnering. Fra 1990–91 til 1999–2000 arrangerede ligaen tillige en Floodlit Trophy-turnering.
Nr. 1 eller 2 i ligaens bedste række, Premier Division, kan rykke op i Northern Premier League (NPL), hvis klubbens hjemmebane opfylder NPL's krav. Oprykning til NWCFL sker fra seks forskellige lavere rangerende ligaer: Cheshire Association Football League, Liverpool County Premier League, West Cheshire Association Football League, Staffordshire County Senior League, West Lancashire Football League og Manchester Football League. Disse ligaers mestre kan rykke op i North West Counties Football League, hvis de opfylder NWCFL's stadionkrav.

## Historie
North West Counties Football League blev dannet i 1982 ved en fusion af Cheshire County League og Lancashire Combination. Den bestod oprindeligt af tre divisioner, men den blev reduceret til to i 1987, delvist på grund af oprettelse af en ekstra division i Northern Premier League (NPL). På samme tid blev op- og nedrykning mellem de to ligaer indført, således at nr. 1 eller 2 i North West Counties Football League (NWCFL) kunne rykke op i Northern Premier League, hvis klubbens hjemmebane opfyldte NPL's krav.
I sæsonen 2008-09 blev ligaens divisioner omdøbt: Division One blev til Premier Division, mens Division Two skiftede navn til First Division.
Den eneste klub, der har spillet i North West Counties Football Leagues højeste division hver eneste sæson siden ligaens oprettelse, er St Helens Town AFC. Tre klubber har vundet en liga- og cup-double, Ashton United FC i 1991–92, Kidsgrove Athletic FC i 1997–98 og FC United of Manchester i 2006–07, mens Atherton Laburnum Rovers FC er den eneste klub, der har vundet ligaen to sæsoner i træk, i 1992–93 og 1993–94. I 1980'erne vandt Clitheroe FC hver af de tre divisioner tre sæsoner i træk. I 1983–84 vandt klubben Division Three-mesterskabet, den følgende sæson blev den nr. 1 i Division Two og i 1985–86 blev den kåret som vinder af Division One.

## Vindere

### Liga
Ligaen havde oprindeligt tre divisioner. I 1987 blev den reduceret til to divisioner, som blev omdøbt i 2008.
| Vindere af North West Counties Football League 1982–2012 |                                 |                             |                             |
| Sæson                                                    | Division One                    | Division Two                | Division Three              |
| 1982–83                                                  | Burscough FC (1)                | Radcliffe Borough FC (1)    | Colne Dynamoes FC (1)       |
| 1983–84                                                  | Stalybridge Celtic FC (1)       | Fleetwood Town FC (1)       | Clitheroe FC (1)            |
| 1984–85                                                  | Radcliffe Borough FC (1)        | Clitheroe FC (1)            | Kirkby Town FC (1)          |
| 1985–86                                                  | Clitheroe FC (1)                | Kirkby Town FC (1)          | AFC Blackpool Mechanics (1) |
| 1986–87                                                  | Stalybridge Celtic FC (2)       | Droylsden FC (1)            | Atherton Collieries FC (1)  |
| 1987–88                                                  | Colne Dynamoes FC (1)           | Ashton United FC (1)        |                             |
| 1988–89                                                  | Rossendale United FC (1)        | Vauxhall G M FC (1)         |                             |
| 1989–90                                                  | Warrington Town FC (1)          | Maine Road FC (1)           |                             |
| 1990–91                                                  | Knowsley United FC (1)          | Great Harwood Town FC (1)   |                             |
| 1991–92                                                  | Ashton United FC (1)            | Bamber Bridge FC (1)        |                             |
| 1992–93                                                  | Atherton Laburnum Rovers FC (1) | Maghull FC (1)              |                             |
| 1993–94                                                  | Atherton Laburnum Rovers FC (2) | Haslingden FC (1)           |                             |
| 1994–95                                                  | Bradford Park Avenue FC (1)     | Flixton FC (1)              |                             |
| 1995–96                                                  | Flixton FC (1)                  | Vauxhall G M FC (2)         |                             |
| 1996–97                                                  | Trafford FC (1)                 | Ramsbottom United FC (1)    |                             |
| 1997–98                                                  | Kidsgrove Athletic FC (1)       | Oldham Town FC (1)          |                             |
| 1998–99                                                  | Workington FC (1)               | Fleetwood Freeport FC (1)   |                             |
| 1999–2000                                                | Vauxhall Motors FC (1)          | Woodley Sports FC (1)       |                             |
| 2000–01                                                  | Rossendale United FC (2)        | Warrington Town FC (1)      |                             |
| 2001–02                                                  | Kidsgrove Athletic FC (2)       | Stand Athletic FC (1)       |                             |
| 2002–03                                                  | Prescot Cables FC (1)           | Bacup Borough FC (1)        |                             |
| 2003–04                                                  | Clitheroe FC (2)                | Colne FC (1)                |                             |
| 2004–05                                                  | Fleetwood Town FC (1)           | Cammell Laird FC (1)        |                             |
| 2005–06                                                  | Cammell Laird FC (1)            | FC United of Manchester (1) |                             |
| 2006–07                                                  | FC United of Manchester (1)     | Winsford United FC (1)      |                             |
| 2007–08                                                  | Trafford FC (2)                 | New Mills AFC (1)           |                             |
| Sæson                                                    | Premier Division                | First Division              |                             |
| 2008–09                                                  | AFC Fylde (1)                   | Bootle FC (1)               |                             |
| 2009–10                                                  | Newcastle Town FC (1)           | Stone Dominoes FC (1)       |                             |
| 2010–11                                                  | New Mills AFC (1)               | AFC Blackpool (1)           |                             |
| 2011–12                                                  | Ramsbottom United FC (1)        | Wigan Robin Park FC (1)     |                             |

### League Challenge Cup
NWCFL League Challenge Cup er for alle klubberne i ligaen.
| - 1982–83 – Darwen - 1983–84 – Ellesmere Port & Neston - 1984–85 – Leek Town - 1985–86 – Warrington Town - 1986–87 – Colne Dynamoes - 1987–88 – Warrington Town - 1988–89 – Colwyn Bay - 1989–90 – Knowsley United - 1990–91 – Vauxhall GM - 1991–92 – Ashton United - 1992–93 – Burscough - 1993–94 – Rossendale United - 1994–95 – Nantwich Town - 1995–96 – Burscough - 1996–97 – Newcastle Town | - 1997–98 – Kidsgrove Athletic - 1998–99 – Vauxhall GM - 1999–2000 – Skelmersdale United - 2000–01 – Formby - 2001–02 – Prescot Cables - 2002–03 – Mossley - 2003–04 – Bacup Borough - 2004–05 – Cammell Laird - 2005–06 – Salford City - 2006–07 – F.C. United of Manchester - 2007–08 – Maine Road - 2008–09 – New Mills - 2009–10 – Abbey Hey - 2010–11 – Winsford United - 2011–12 – Bacup Borough |

### First Division Trophy
First Division Trophy er for klubberne i First Division. Fra 1989 til 2008 hed turneringen Second Division Trophy.
| - 1989–90 – Great Harwood Town - 1990–91 – Glossop - 1991–92 – Newcastle Town - 1992–93 – Stantondale - 1993–94 – North Trafford - 1994–95 – Formby - 1995–96 – Ramsbottom United - 1996–97 – Nelson - 1997–98 – Tetley Walker - 1998–99 – Fleetwood Freeport - 1999–2000 – Warrington Town - 2000–01 – Squires Gate | - 2001–02 – Ikke spillet - 2002–03 – Stone Dominoes - 2003–04 – Colne - 2004–05 – Cammell Laird - 2005–06 – Flixton - 2006–07 – New Mills - 2007–08 – Kirkham & Wesham - 2008–09 – AFC Liverpool - 2009–10 – AFC Liverpool - 2010–11 – Atherton Collieries - 2011–12 – Norton United |

### Floodlit Trophy
NWCFL Floodlit Trophy var for alle ligaens klubber.
| - 1990–91 – Colwyn Bay - 1991–92 – Great Harwood Town - 1992–93 – Newcastle Town - 1993–94 – Bootle - 1994–95 – Penrith | - 1995–96 – Newcastle Town - 1996–97 – Colwyn Bay - 1997–98 – Burscough - 1998–99 – Clitheroe - 1999–2000 – Vauxhall Motors |